# Relations entre le Liban et l'Union européenne
Les relations entre le Liban et l'Union européenne reposent principalement sur la politique européenne de voisinage.

## Commerce
Le principal partenaire commercial du Liban est l'Union européenne, représentant un tiers de ses exportations avec 3,6 milliards d'euros en 2008 ; principalement en machinerie (22 %), en équipement de transport (11,7%), en produits chimiques (13 %) et en produits énergétiques (21,2 %). Les exportations libanaises vers l’Union représentent 360 millions d'euros, dont 66 % de produits manufacturés.

## Sources

## Compléments